# Nashtā Rūd (ort)
Nashtā Rūd (persiska: نَشتا رود, نِشتا رود, نَشتَرُّد) är en ort i Iran.   Den ligger i provinsen Mazandaran, i den norra delen av landet, 120 km norr om huvudstaden Teheran. Antalet invånare är 5 837.
Terrängen runt Nashtā Rūd är platt åt nordost, men åt sydväst är den kuperad. Runt Nashtā Rūd är det ganska tätbefolkat, med 116 invånare per kvadratkilometer. Närmaste större samhälle är Tonekābon, 14,0 km nordväst om Nashtā Rūd. 